# 平野拓也
平野 拓也（ひらの たくや、1970年 - ）は日本の実業家。北海道札幌市出身。日本マイクロソフト代表取締役社長を経て、米マイクロソフトのバイスプレジデント。

## 略歴
米国のブリガムヤング大学卒業後、Kanematsu USAを経て、1998年に入社したハイペリオンソリューションズで2001年から社長を務めた。2005年に日本マイクロソフトに入社してエンタープライズ向け事業の担当役員を歴任し、Microsoft Central and Eastern Europe でゼネラルマネージャーを務めた。2015年7月に樋口泰行の後任として日本マイクロソフト社長に就任 した。2019年、同年8月31日付で日本マイクロソフト社長を退任し、アメリカ本社の新設部門の副社長に就任することが発表された。

## 人物
北海道札幌市で 日本人の父親とアメリカ人の母親の間に生まれ て大阪府へ移り、のちに千葉県で育つ。渋谷教育学園幕張高校在学時は、ダンスパーティーの開催を学校に提案して実現し、のちにジャズアンサンブルピンク・マルティーニのピアニストとなるトーマス・ローダーデールを、自宅でホームステイさせた。高校卒業後、大阪で末日聖徒イエス・キリスト教会の宣教師として活動。ブリガムヤング大学で国際関係論を専攻をして学士を得る。